# Idiomas de la India

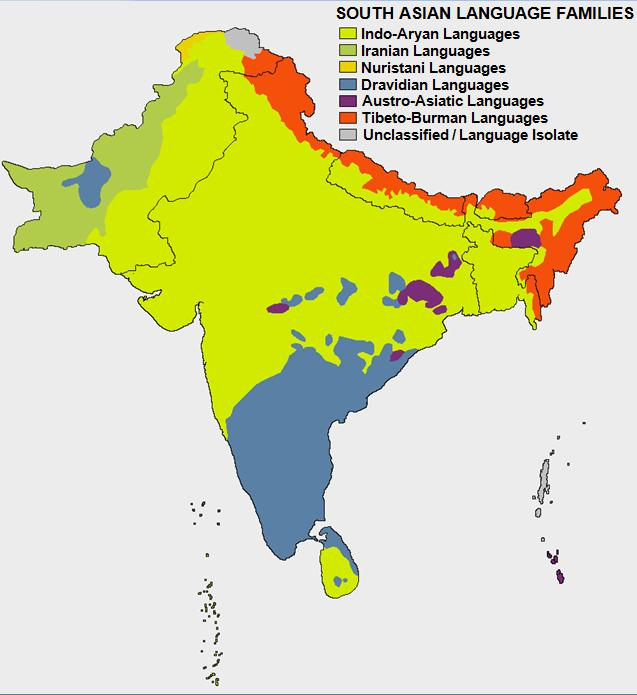
Familias de los idiomas en la India.

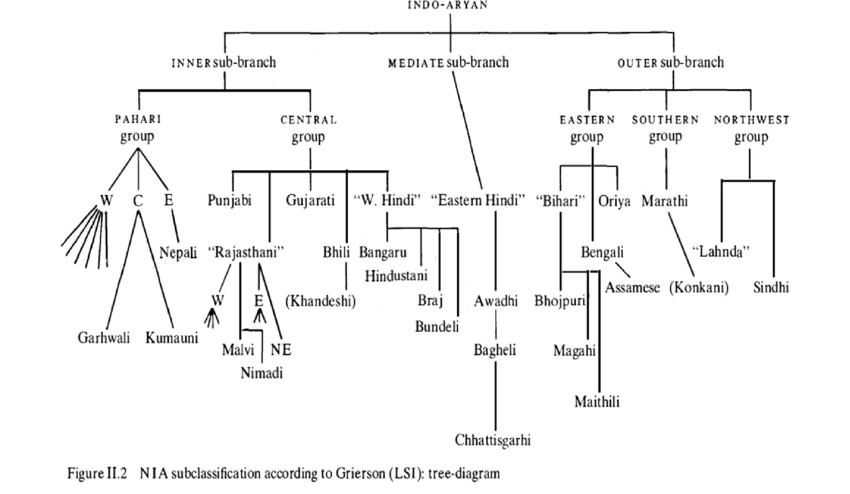
The-IA-language-family-Source-Masica-C-1991-The-Indo-Aryan-Languages-CUP-p-449

Las lenguas habladas en India pertenecen a varias familias lingüísticas, siendo las principales las lenguas indoarias habladas por el 78.05% de los indios y las lenguas drávidas habladas por el 19.64% de los indios. Las lenguas habladas por el 2.31% restante de la población pertenecen a las Austroasiáticas, Sinotibetanas, Kra-dai y algunas otras familias lingüísticas menores y aisladas. La India es el cuarto país del mundo con mayor número de lenguas (447), después de Nigeria (524), Indonesia (710) y Papúa Nueva Guinea (840).
que el idioma oficial de la Unión es el hindi en escritura devanagari en lugar del actual inglés. Más tarde, una enmienda constitucional, la Ley de Lenguas Oficiales, 1963, permitió la continuidad del inglés junto al hindi en el gobierno de la India de forma indefinida hasta que la legislación decidiera cambiarlo. La forma de los números que se utilizará para los fines oficiales de la Unión es «la forma internacional de los números indios», que se denominan números arábigos en la mayoría de los países de habla inglesa. A pesar de las ideas erróneas, el hindi no es la lengua nacional de la India; la Constitución de la India no otorga a ninguna lengua el estatus de lengua nacional.
El Octavo Anexo de la Constitución de la India enumera 22 lenguas, que han sido denominadas lenguas catalogadas y se les ha otorgado reconocimiento, estatus y fomento oficial. Además, el Gobierno de la India ha concedido la distinción de lengua clásica a canarés, malabar, Oriya, sánscrito, Tamil y Télugu. El estatus de las lenguas clásicas se otorga a las lenguas que tienen un rico patrimonio y una naturaleza independiente.
Según el censo de la India de 2001, la India tiene 122 lenguas principales y 1599 lenguas más. Sin embargo, las cifras de otras fuentes varían, sobre todo por las diferencias en la definición de los términos «lengua» y «dialecto». El censo de 2001 registró 30 lenguas que eran habladas por más de un millón de hablantes nativos y 122 que eran habladas por más de 10000 personas. Dos lenguas de contacto han desempeñado un papel importante en la historia de la India: El persa y el Inglés. El persa fue la lengua de la corte durante el periodo mogol en la India. Reinó como lengua administrativa durante varios siglos hasta la época de la colonización británica. El inglés sigue siendo una lengua importante en la India. Se utiliza en la enseñanza superior y en algunos ámbitos del gobierno indio. El hindi, la lengua más hablada en la actualidad en la India, sirve de lengua franca en gran parte del Norte y centro de la India. El Bengalí es la segunda lengua más hablada y comprendida del país, con un número importante de hablantes en las regiones del Este y Noroeste. El maratí es la tercera lengua más hablada y comprendida del país, con un gran número de hablantes en las regiones del suroeste. Sin embargo, la imposición del hindi en India del Sur, sobre todo en los estados de Tamil Nadu y Karnataka, ha sido motivo de preocupación. Maharashtra, Bengala Occidental, Assam, Punyab y otras regiones no hindúes también han empezado a expresar su preocupación por el hindi.

## Idiomas nacionales reconocidos de la India
El hindi y el inglés son los dos únicos idiomas con carácter oficial a nivel nacional en la India. Además hay otros veintidós idiomas en diversos estados del país de carácter cooficial. 
Alfabéticamente, los idiomas nacionales reconocidos de la India son los siguientes:
1. Asamés (idioma oficial de Assam).
2. Bengalí (idioma oficial de Tripura y Bengala Occidental).
3. Bodo (idioma oficial de Assam).
4. Cachemiro
5. Dogri (idioma oficial de Jammu y Cachemira).
6. Guyaratí (idioma oficial de Dadra y Nagar Haveli, Damán y Diu y Guyarat).
7. Hindi (idioma oficial de Islas Andamán y Nicobar, Bijar, Chandigarh, Chhattisgarh, Delhi, Jariana, Himachal Pradesh, Jharkhand, Madhya Pradesh, Rayastán, Uttar Pradesh y Uttaranchal)
8. Canarés (idioma oficial de Karnataka).
9. Konkaní (idioma oficial de Goa).
10. Maijilí (idioma oficial de Tirjat).
11. Malabar (idioma oficial de Kerala y Lakshadweep).
12. Manipurí o Meitei (idioma oficial de Manipur).
13. Maratí (idioma oficial de Maharashtra).
14. Nepalí (idioma oficial de Sikkim).
15. Oriya (idioma oficial de Orissa).
16. Panyabí oriental (idioma oficial de Panyab).
17. Sánscrito (idioma clásico), apenas 200.000 hablantes (se usa actualmente como lengua litúrgica en el hinduismo, el budismo y el jainismo. Hoy en día es uno de los veintidós idiomas oficiales de India, utilizado con propósitos particulares y en menor medida como lengua vehicular de cultura.)
18. Santalí (hablado en Jharkhand, Assam, Bihar, Orissa, Tripura y Bengala Occidental)
19. Sindi (más hablado en la provincia pakistaní de Sind).
20. Tamil (idioma oficial de Tamil Nadu y Pondicherry).
21. Télugu (idioma oficial de Telangana y Andhra Pradesh).
22. Urdu (idioma oficial de Jammu y Cachemira).